# Villejésus
Villejésus is een plaats en voormalige gemeente in het Franse departement Charente in de regio Nouvelle-Aquitaine en telt 544 inwoners (1999). De plaats maakt deel uit van het arrondissement Confolens.
De gemeente werd op 1 januari 2019 opgeheven en opgenomen in de gemeente Aigre.

## Geografie
De oppervlakte van Villejésus bedraagt 17,2 km², de bevolkingsdichtheid is 31,6 inwoners per km².
De onderstaande kaart toont de ligging van Villejésus met de belangrijkste infrastructuur en aangrenzende gemeenten.

## Demografie
Onderstaande figuur toont het verloop van het inwonertal.

## Afbeeldingen

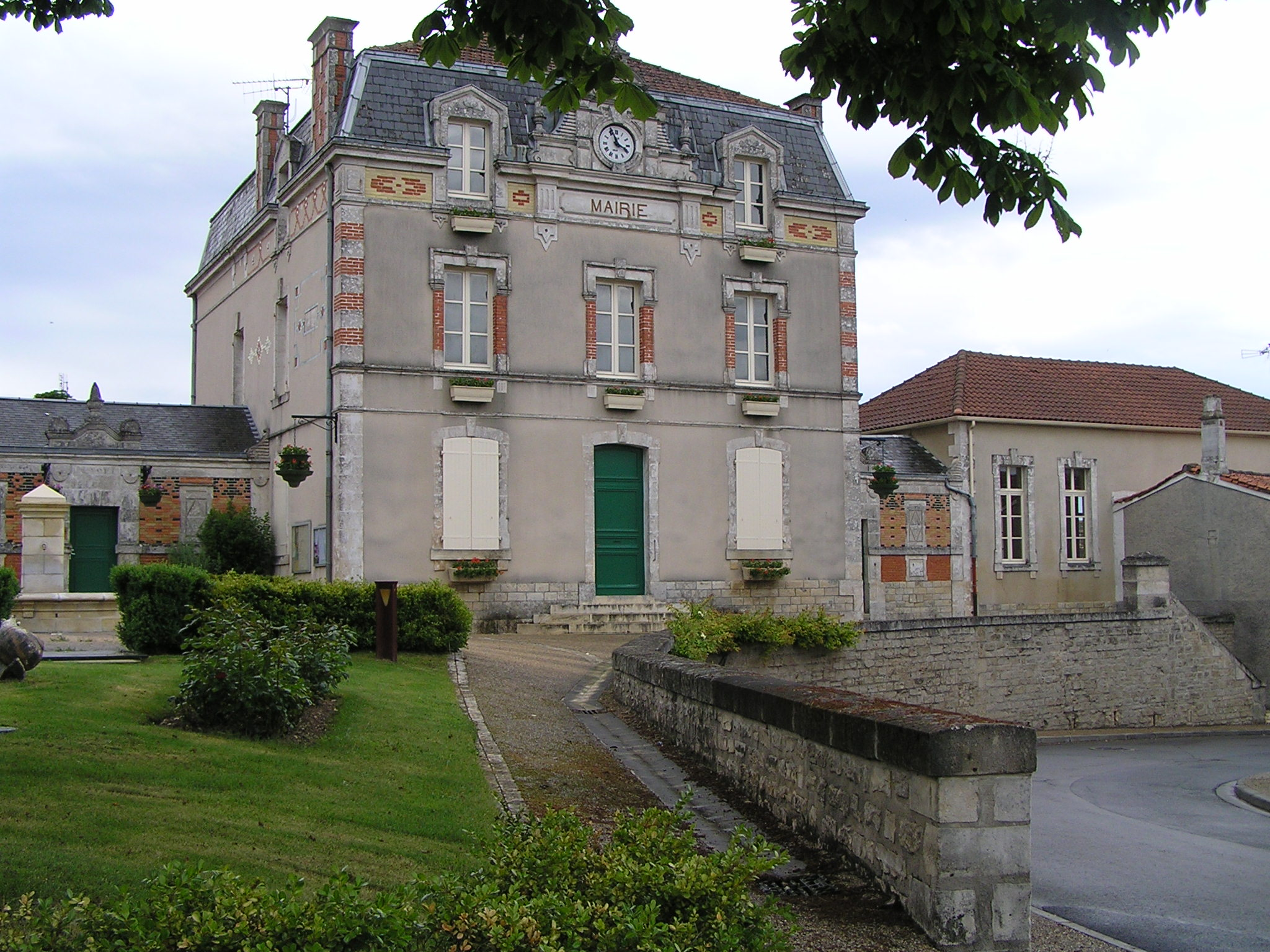
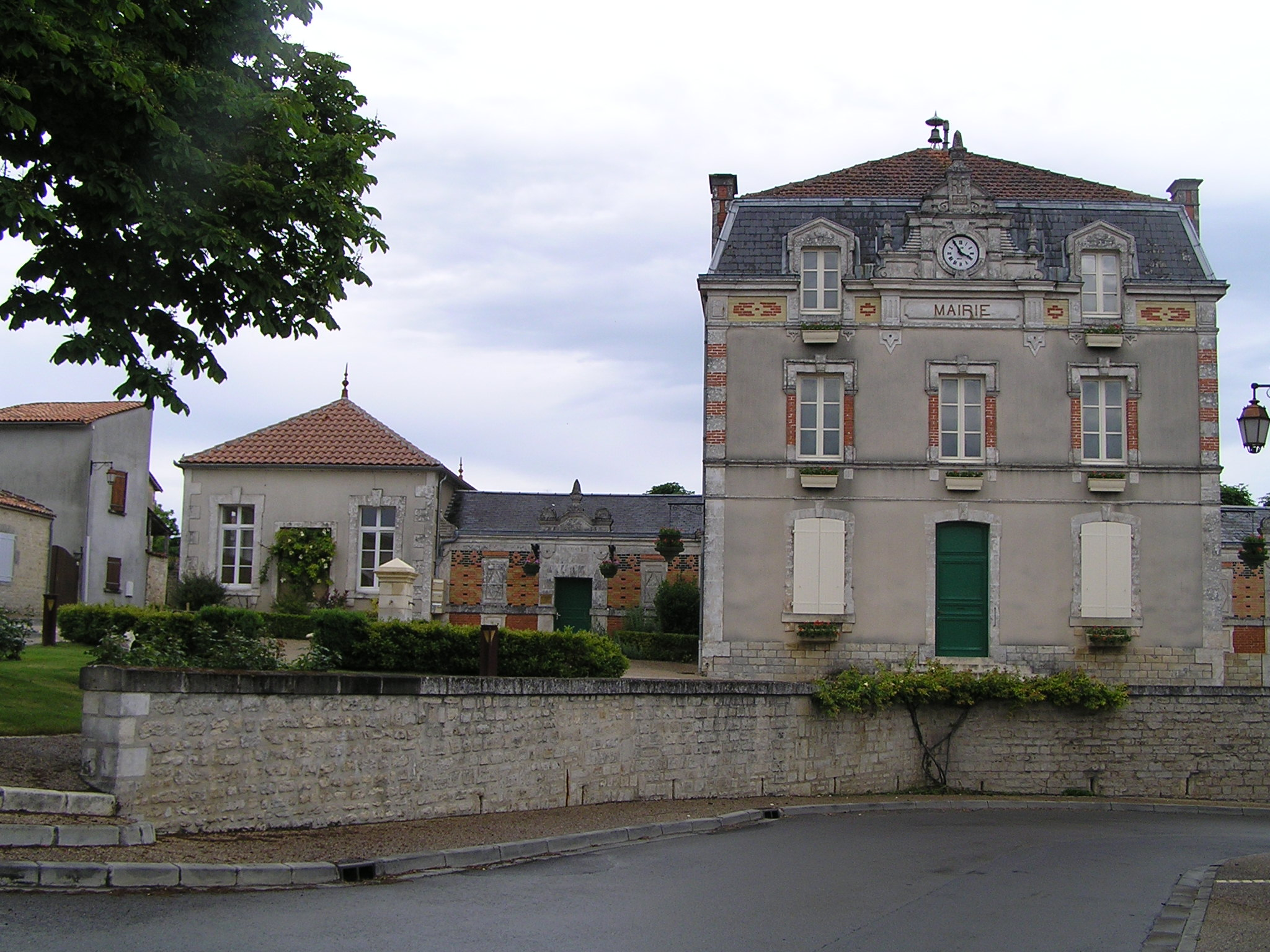
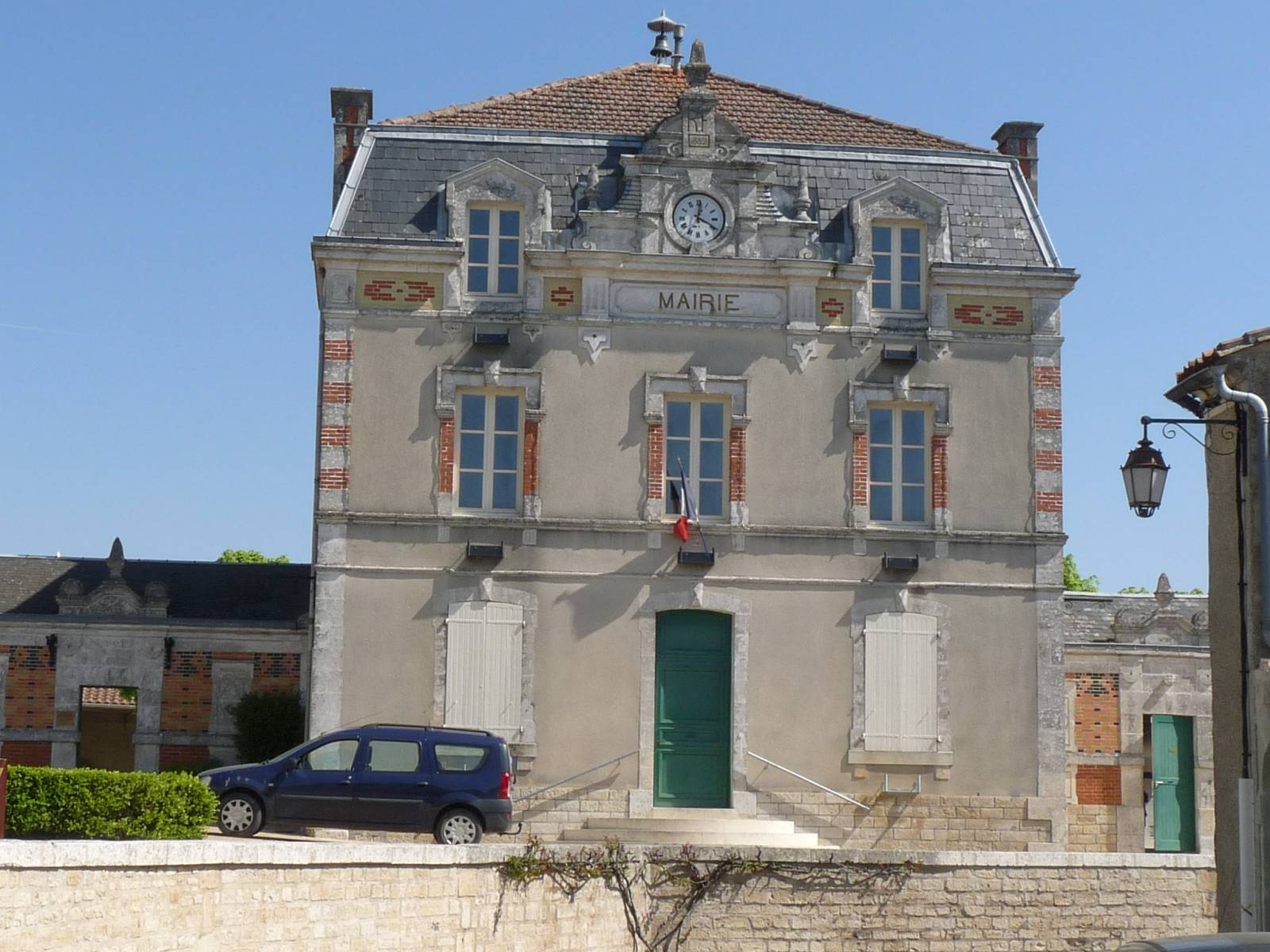
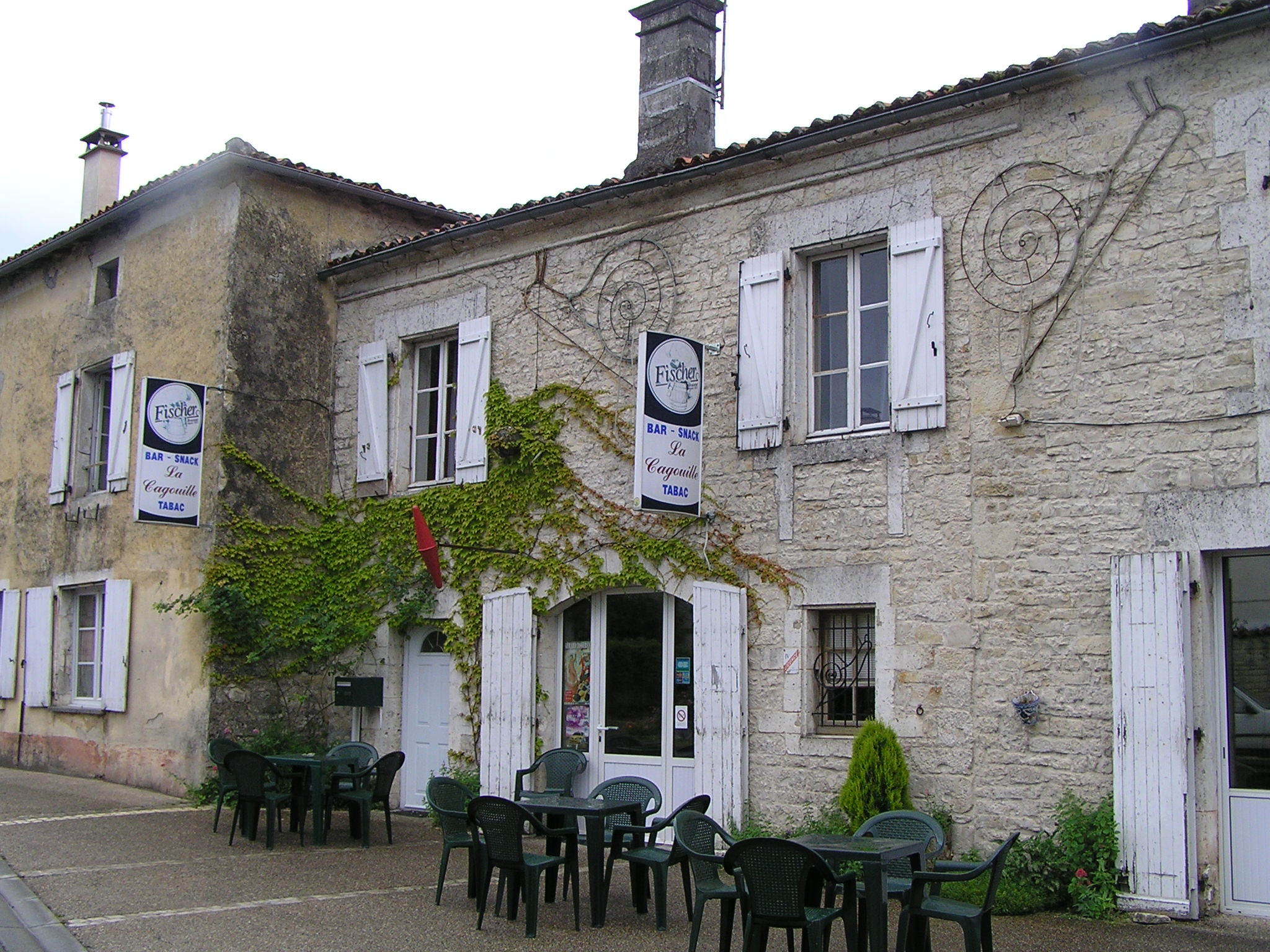
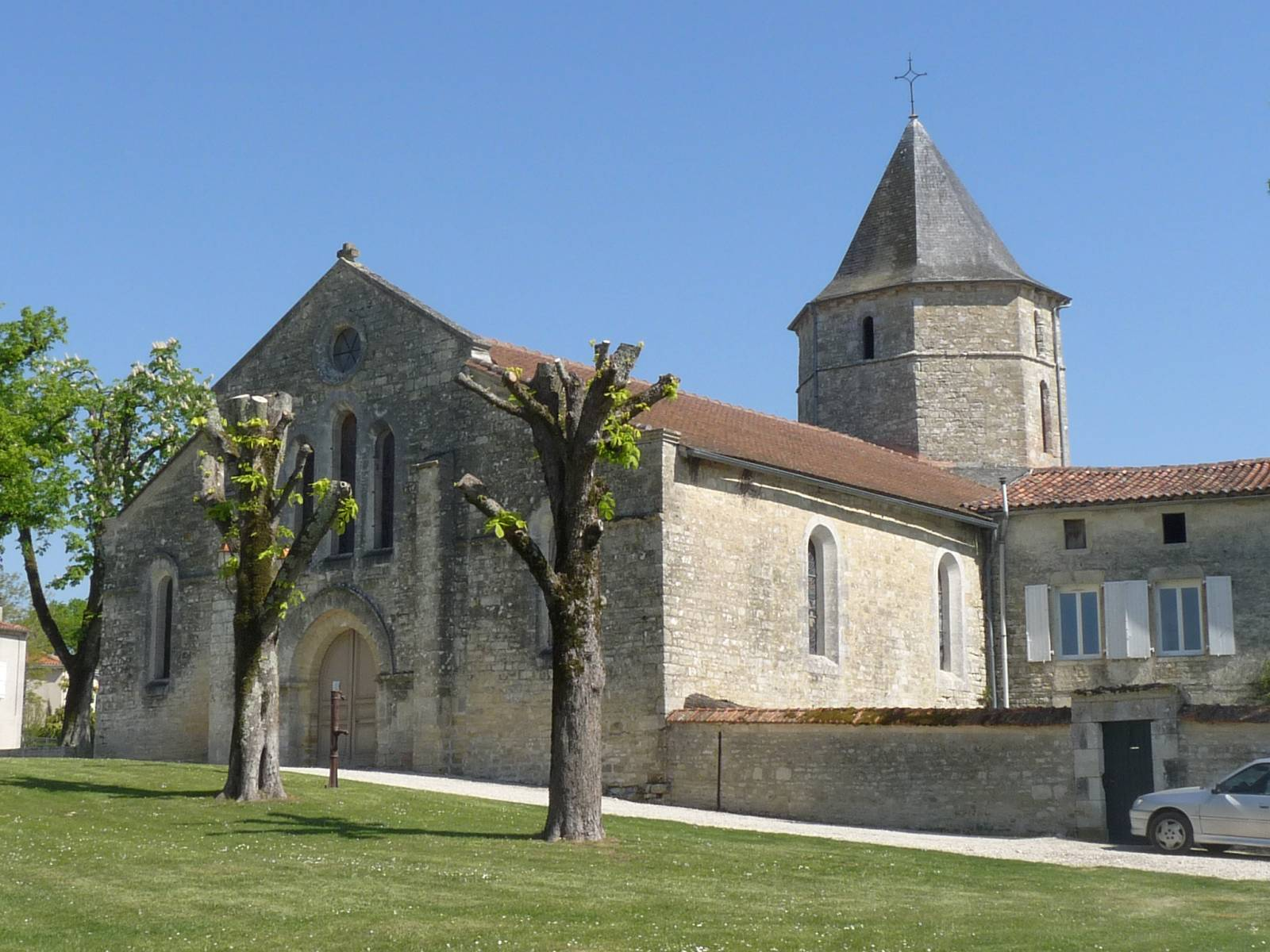